# Williams Buenaños
Williams Buenaños (Santa Marta, 17 de octubre de 1983) es un futbolista colombiano. Juega como arquero.

## Trayectoria
Comenzó su carrera deportiva con el Girardot F. C. en la Primera B colombiana. Posteriormente viajó a Venezuela para jugar con el Carabobo F. C., alternando la titular con José Rafael Bottini, y jugó dos partidos de la Copa Sudamericana 2007.
A comienzos de 2009 regresó a Colombia para jugar de nuevo en la Primera B, esta vez con el Alianza Petrolera. En el mes de julio cambia de club y se incorpora al Cúcuta Deportivo, pero debido a que las oportunidades eran muy pocas los directivos decidieron prestarlo al Unión Magdalena para que tuviera más continuidad.
Estando en Santa Marta defendiendo los intereses del 'ciclón bananero' en la Primera B, Buenaños recibió el voto de confianza de Néstor Otero que es quien decide su regreso al Cúcuta Deportivo.

## Cambio de nombre
El futbolista se llama realmente William Iván Bolaños, por un problema de documentación con la Dimayor y paralelamente para aquella época descarse en la liga, decidió cambiarse su nombre a como ya se le venía nombrando en la transmisiones radiales y televisivas por lo cual ahora es conocido legalmente como Williams Iván Buenaños, en el año 2010.

## Clubes
| Club                                    | País      | Año         | Partidos |
| --------------------------------------- | --------- | ----------- | -------- |
| Girardot F. C.                          | Colombia  | 2006        | 4        |
| Carabobo F. C.                          | Venezuela | 2007 - 2008 | 30       |
| Alianza Petrolera                       | Colombia  | 2009        | 4        |
| Unión Magdalena                         | Colombia  | 2009        | 0        |
| Cúcuta Deportivo                        | Colombia  | 2010 - 2012 | 64       |
| Atlético Huila                          | Colombia  | 2012 - 2013 | 45       |
| Fortaleza F. C.                         | Colombia  | 2014        | 28       |
| Jaguares de Córdoba                     | Colombia  | 2015        | 20       |
| Valledupar F. C.                        | Colombia  | 2016        | 16       |
| Real Cartagena                          | Colombia  | 2016 - 2017 | 20       |
| Fundación Atlético El Vigía Fútbol Club | Venezuela | 2018        |          |